# ACT II
『ACT II』（アクト・ツー）は、2005年（平成17年）2月2日にユニバーサル・ミュージックよりリリースされたTOKIOの9作目のアルバム。

## 概要
前年9月にリリースされたカバーアルバム『TOK10』より約5ヵ月、オリジナルアルバムとしては前作『glider』より約2年ぶりにリリースされた。
シングルからの収録曲は、オリコン初登場1位を記録した「AMBITIOUS JAPAN!」をはじめ、6曲が収録されている。また、TOKIOが出演している「ザ!鉄腕!DASH!!」内の企画「ソーラーカー 一筆書き日本一周」のテーマソングである、SHŌGUNの「男達のメロディー」がカバーされている。
城島茂作詞・作曲である「必要と思われる箇所にピリオドを打て（制限時間4分10秒）」では、ぎなた読みと言う言葉遊びが歌詞に使用されており、英語の歌詞が日本語に聞こえたり、必要な箇所にピリオドを打ったりすると、また違う歌詞が生まれている。
初回盤、通常盤の2種類で発売。各盤付属の応募券に応募すると、対象者全員にDVDがプレゼントされた。
2009年（平成21年）6月24日にJ Stormより通常仕様として再発売。これにより、ユニバーサルから発売された初回盤・通常盤は廃盤となった。

## 収録曲

### CD
※シングル曲の詳細はそのページを参照。
1. Cm
作曲・作詞：HIKARI、編曲：HIKARI・KAM
2. WATER LIGHT
作詞・作曲：久保田光太郎、編曲：久保田光太郎・KAM
3. VALE-TUDO
作詞：城島茂、作曲：国分太一、編曲：国分太一・KAM
4. AMBITIOUS JAPAN!
作詞：なかにし礼、作曲：筒美京平、編曲：船山基紀
  - 28thシングル
5. for you
Original Lyrics：Tord Bäckström,Bengt Girell,Jan Nilsson、作詞：TAKESHI、作曲：Tord Bäckström,Bengt Girell、編曲：HIKARI
  - 31stシングルの2曲目
6. ALIVE-LIFE
作詞・作曲：清水昭男、編曲：吉岡たく
  - 29thシングルの2曲目
7. トランジスタGガール
作詞・作曲・編曲：横山剣、Horn Arrangement：中西圭一
  - 30thシングル
8. 必要と思われる箇所にピリオドを打て（制限時間4分10秒）
作詞・作曲：城島茂、編曲：城島茂・YOSSY
9. Hummingbird
作詞：TAKESHI、作曲・編曲：山原一浩
10. ラブラブ♡マンハッタン
作詞：宮藤官九郎、作曲：富澤タク、編曲：富澤タク・KAM
  - 29thシングルの1曲目
11. 男達のメロディー
作詞：喜多條忠、作曲：Casey Rankin、編曲：山原一浩
  - SHŌGUNのカバー
  - 日本テレビ系「ザ!鉄腕!DASH!!」"ソーラーカー 一筆書き日本一周" テーマソング
12. PARKING
作詞・作曲・編曲：KAM
13. 自分のために
作詞・作曲：飯岡隆志、編曲：山原一浩
  - 31stシングルの1曲目
14. Sunset. Sunrise
作詞・作曲・編曲：久保田光太郎

### 応募特典DVD
※各盤で内容は異なる。
1. スタジオライブ映像＋ジャケット撮影メイキング映像

## 演奏
- 小野瀬雅生：Electric Guitar (#7)
- 高橋利光：Acoustic Piano (#7)
- 中西圭一：Alto Saxophone (#7)
- 澤野博敬：Trumpet (#7)
- 河合わかば：Trombone (#7)

## 映像作品
WATER LIGHT
- TOKIO Special GIGs 2006 〜Get Your Dream〜
- OVER/PLUS

必要と思われる箇所にピリオドを打て（制限時間4分10秒）
- TOKIO Special GIGs 2006 〜Get Your Dream〜

Sunset. Sunrise
- TOKIO Special GIGs 2006 〜Get Your Dream〜